# Long Hard Ride
| Recensione              | Giudizio     |
| ----------------------- | ------------ |
| AllMusic                | [ 1 ]        |
| Sputnikmusic            | 4.3 (Superb) |
| Dizionario del Pop-Rock | [ 3 ]        |
| 24.000 dischi           | [ 4 ]        |

Long Hard Ride è un album della The Marshall Tucker Band, pubblicato dalla Capricorn Records nel giugno del 1976.

## Tracce
Lato A
1. Long Hard Ride – 3:48 (Toy Caldwell)
2. Property Line – 2:57 (Toy Caldwell)
3. Am I the Kind of Man – 4:21 (Toy Caldwell)
4. Walkin' the Streets Alone – 5:05 (Toy Caldwell)

Durata totale: 16:11
Lato B
1. Windy City Blues – 4:53 (Jerry Eubanks, Doug Gray, George McCorkle)
2. Holding on to You – 3:48 (George McCorkle)
3. You Say You Love Me – 3:57 (Toy Caldwell)
4. You Don't Live Forever – 3:55 (Tommy Caldwell)

Durata totale: 16:33
Edizione CD del 2004, pubblicato dalla Shout! Factory Records (DK 30286)
1. Long Hard Ride – 3:53 (Toy Caldwell)
2. Property Line – 3:02 (Toy Caldwell)
3. Am I the Kind of Man – 4:26 (Toy Caldwell)
4. Walkin' the Streets Alone – 5:09 (Toy Caldwell)
5. Windy City Blues – 4:58 (Jerry Eubanks, Doug Gray, George McCorkle)
6. Holding on to You – 3:52 (George McCorkle)
7. You Say You Love Me – 4:02 (Toy Caldwell)
8. You Don't Live Forever – 4:02 (Tommy Caldwell)
9. If I Could See You One More Time – 4:54 (Wardell Quezergue, Albert Savoy) – Bonus Track - Live

Durata totale: 38:18
- Il brano bonus: If I Could See You One More Time fu registrato dal vivo il 18 aprile 1980 al Nassau Coliseum di New York City.

## Musicisti
- Toy Caldwell - chitarra elettrica solista, chitarra acustica, chitarra steel
- Toy Caldwell - voce solista (brano: Property Line)
- Doug Gray - voce solista, percussioni
- Jerry Eubanks - flauto, sassofoni, armonie vocali
- George McCorkle - chitarra elettrica ritmica, chitarra acustica
- George McCorkle - chitarra elettrica solista (brano: You Say You Love Me)
- George McCorkle - bull whip (frusta) (brano: Long Hard Ride)
- Tommy Caldwell - basso, armonie vocali
- Paul T. Riddle - batteria

Ospiti
- Charlie Daniels - fiddle
- John McEuen - banjo, mandolino
- Jerome Joseph (Jaimoe) - congas
- Paul Hornsby - pianoforte, organo